# SpaceX CRS-5
 (janvier 2025).
Si vous disposez d'ouvrages ou d'articles de référence ou si vous connaissez des sites web de qualité traitant du thème abordé ici, merci de compléter l'article en donnant les références utiles à sa vérifiabilité et en les liant à la section « Notes et références ».
Chronologie
SpaceX CRS-4 SpaceX CRS-6 (en)
SpaceX CRS 5 est le septième vol du vaisseau cargo Dragon de la société Space X. Cette mission, aussi appelée SpX-5 est la cinquième mission opérationnelle du vaisseau dans le cadre du contrat COTS de desserte de la Station spatiale internationale pour la NASA. Le vaisseau est placé en orbite le 10 janvier 2015  par un lanceur Falcon 9 v1.1. Le vaisseau transporte 2 317 kg dont 495 kg  en soute non pressurisée. Sa mission s'achève le 11 février 2015 et il ramène sur Terre 1 662 kg  de fret. L'objectif secondaire de la mission est la récupération du 1er étage du lanceur mais  cette tentative échoue.

## Déroulement de la mission
En juillet 2014, le lancement été prévu par la NASA « au plus tôt » pour décembre 2014, l'amarrage à la station devant se produire deux jours après le lancement. À l'origine prévu pour le 16 décembre 2014, le lancement de la mission a été déplacé au 19 décembre 2014 afin de donner plus de temps de préparation à SpaceX pour réussir le lancement. Le lancement a été reporté à nouveau pour le 6 janvier 2015, afin de permettre d'autres tests avant de s’engager sur une date ferme de lancement. 
Le 6 janvier 2015, la tentative de lancement a été mis en attente à 1 minute 21 secondes avant le décollage prévu après qu’un membre de l'équipe de lancement ait remarqué la dérive de l'actionneur sur l'un des deux systèmes de contrôle de poussée vectorielle du moteur du second étage de la Falcon 9. Comme ce lancement avait une fenêtre de lancement instantanée, signifiant qu’il n’y avait pas de retards possibles dans la séquence de lancement, le vol a été reporté au 9 janvier 2015. Le 7 janvier, le vol a été reporté au 10 janvier 2015.

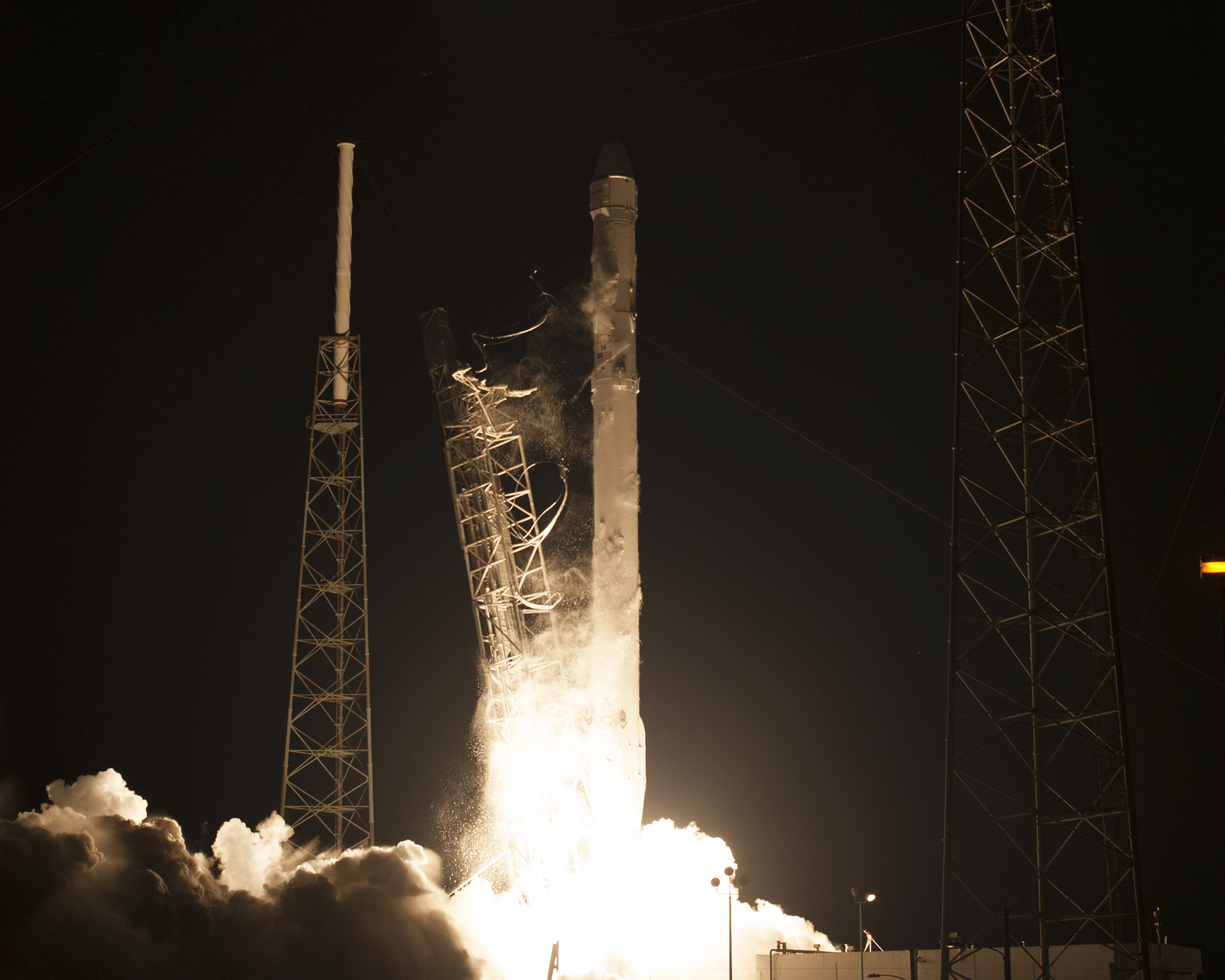
Lancement de la fusée Falcon 9 transportant CRS-5

La fusée Falcon 9 emportant l’engin spatial Dragon CRS-5 a été lancée avec succès le 10 janvier 2015 à 09:47 UTC. Dragon a atteint la station le 12 janvier. Il a été saisi par le télémanipulateur de la Station spatiale à 10:54 UTC et amarré au module Harmony à 13h56 UTC.

## Fret
Le vaisseau spatial Dragon CRS-5 emportait 2 317 kg de fret vers l’ISS. Incluant 490 kg de provisions et équipement pour l’équipage, 717 kg de matériel pour la station, 577 kg d’équipement  et d’expériences scientifiques, et les 494 kg du Cloud Aerosol Transport System (CATS).
CATS est un instrument de télédétection LIDAR conçu pour mesurer l’emplacement, la composition et la répartition de la pollution, la poussière, la fumée, les aérosols et d'autres particules dans l’atmosphère. CATS doit être installé sur la plate-forme externe de Kibō et devrait y rester pendant au moins six mois, et jusqu'à trois ans.